# Marianne und Hansfried Defet
Marianne (* 19. Februar 1926; † 24. Juni 2008) und Hans-Friedrich Defet (* 20. September 1926; † 27. Oktober 2016 in Nürnberg, genannt Hansfried) waren ein Nürnberger Unternehmer-, Galeristen-, Kunstsammler- und Kunstmäzenaten-Ehepaar.

## Leben und Tätigkeit
Hansfried Defet stammte aus einer Pinselmacher-Familie und übernahm den 1890 gegründeten Betrieb, der seit 1930 in Familienbesitz ist. Aus ihm ging die heutige da Vinci Künstler- und Kosmetikpinselfabrik Defet GmbH hervor.  Im Eingangsbereich des Fabrikgebäudes stellten er und seine Frau, eine studierte Malerin, seit 1965 junge Künstler aus. Daraus entwickelte sich der Betrieb einer bedeutenden Galerie für zeitgenössische Kunst.
Im Dürer-Jahr 1971 beteiligten sie sich an der Nürnberger Aktion für zeitgenössische Plastik im öffentlichen Raum Symposion Urbanum, bei dem 29 Künstler aus aller Welt Werke im öffentlichen Raum schufen. Das Ehepaar Defet war beteiligt an der Gründung der Art Cologne und von 1981 bis 1985 stifteten sie den mit 10.000 Mark dotierten Defet-Preis des Deutschen Künstlerbundes. 1971 eröffneten sie die Galerie in dafür ausgebauten Räumen im Betriebsgebäude. Ab 1983 zog die Galerie in einen Neubau im Garten ihres Privathauses um, der bereits seit Jahren für die Ausstellung von Plastiken genutzt wurde.
1999, 2000 und 2004 schenkten sie große Teile ihrer Sammlung zeitgenössischer Kunst dem neugegründeten Neuen Museum Nürnberg. Die Plastiken sind in einem Skulpturengarten an der Stadtmauer frei zugänglich. Den Umzug der Pinselproduktion an einen neuen Standort und ihr fortgeschrittenes Alter wollten die Defets 2005 nutzen, um sich aus der Galeristentätigkeit zurückzuziehen. Das frühere Fabrikgebäude wurde 2006 in ein Atelier- und Galeriehaus umgewandelt, in dem 17 Künstler Arbeitsstätten vorfinden. Außerdem stifteten sie einen neuen Preis für junge Künstler. Im Februar 2007 eröffneten sie die Galerie jedoch wieder im neuen Atelierhaus.
Das Ehepaar wurde als Ehrenmitglieder in die Akademie der Bildenden Künste Nürnberg aufgenommen. Marianne Defet starb am 24. Juni 2008. Hansfried Defet schenkte zu seinem 90. Geburtstag im September 2016 dem Nürnberger Neuen Museum weitere 50 Werke aus seiner Sammlung; wenige Wochen später starb er am 27. Oktober.
Zu den von der Galerie Defet vertretenen Künstlern gehörten: Hiromi Akiyama, Peter Angermann, Horst Antes, Reiner Bergmann, Jürgen Bordanowicz, Johannes Brus, Nicola Carrino, Thomas Eller, Christian Faul, Johannes Geccelli, Rupprecht Geiger, Gotthard Graubner, Edgar Gutbub, Gisela Kleinlein, Bernd Klötzer, Werner Knaupp, Herbert Koller, Nikolaus Lang, Alf Lechner, Johan Lorbeer, Karl Prantl, Christiane Möbus, Josua Reichert, Hans Peter Reuter, Alf Schuler, Anne Sterzbach, Timm Ulrichs und Lambert Maria Wintersberger.

## Schriften
- Marianne Defet, Hansfried Defet: Tatjana Doll / Tim Trantenroth. Verlag für moderne Kunst Nürnberg, 2007. ISBN 978-3-939738-70-1

## Träger desDefet-Preises
- 1985 Timm Ulrichs, Hannover
- 1984 Gisela Walther, München
- 1983 Hiromi Akiyama, Karlsruhe
- 1982 Johannes Brus, Essen
- 1981 Albrecht von Hancke, Karlsruhe